# ردندرة فورية
ردندرة فورية (الاسم العلمي:Rhododendron fauriei) هي نوع من النباتات تتبع جنس الردندرة من الفصيلة الخلنجية.